# Geranium goldmanii
Geranium goldmanii är en näveväxtart som först beskrevs av Joseph Nelson Rose, Lena Lenda Tracy Hanks, Small in Underw. och Britton (eds.. Geranium goldmanii ingår i släktet nävor, och familjen näveväxter. Inga underarter finns listade i Catalogue of Life.